# 张忠 (1968年)
张忠（1968年3月—），男，汉族，山东莱州人，中华人民共和国政治人物。曾任中共吉林省委常委、省纪委书记，吉林省监察委员会主任。2023年7月，出任中共江苏省委常委、省纪委书记。中国共产党第二十届中央纪律检查委员会委员。